# Vi jazzkungar
Vi jazzkungar (eng: Strike up the band) är en amerikansk musikalfilm från 1940 i regi av Busby Berkeley. I huvudrollerna ses Judy Garland och Mickey Rooney. Filmen hade svensk premiär 3 april 1941.

## Handling
Filmen utspelar sig på en skola. Unge Jimmy drömmer om att få leda sin egen orkester istället för att bli läkare. En känd bandledare utlyser en tävling för skolorkestrar och han bestämmer sig för att skolans orkester skall delta. Bandets vokalist (Garland) är kär i Jimmy utan att han inser det.
Handlingen har stora likheter med den film Garland och Rooney medverkade i året innan, Vi charmörer samt med Garland sista MGM-film från 1950, Upp med ridån.

## Rollista
- Mickey Rooney - James "Jimmy" Connors
- Judy Garland - Mary Holden
- Paul Whiteman och hans orkester - sig själva
- June Preisser - Barbara Frances Morgan
- William Tracy - Philip "Phil" Turner
- Larry Nunn - Willie Brewster
- Margaret Early - Annie
- Ann Shoemaker - Mrs. Jessie Connors
- Francis Pierlot - Mr. Judd
- Virginia Brissac - Mrs. May Holden
- George Lessey - Mr. Morgan
- Enid Bennett - Mrs. Morgan
- Howard C. Hickman - Doktor
- Sarah Edwards - Miss Hodges, en lärare
- Milton Kibbee - Mr. Holden
- Helen Jerome Eddy - Mrs. Brewster